# Julius Muhr

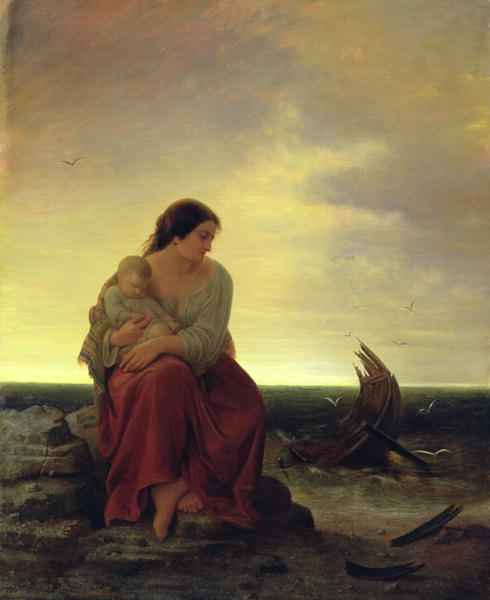
Trauernde Fischersfrau am Strand (Ölgemälde, Hamburger Kunsthalle)

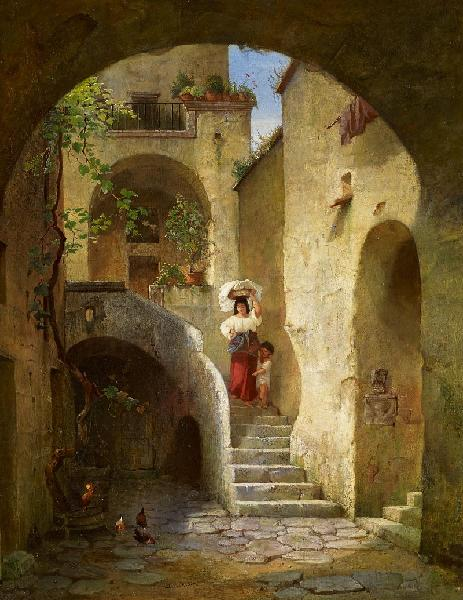
Im Innenhof eines italienischen Gehöfts

Julius Muhr (* 21. Juni 1819 in Pleß, Kreis Pleß, Provinz Schlesien; † 9. Februar 1865 in München) war ein deutscher Maler.

## Leben
Julius Muhr entstammte einer Familie des sich emanzipierenden Judentums. Seine Eltern waren der Gründer des oberschlesischen jüdischen Gemeindebunds, der Kaufmann und Stadtverordnete in Pleß, Abraham Muhr (* 7. April 1781; † 12. Juni 1847), und die mit ihm am 8. März 1809 verehelichte Helene (Chajjah) Muhr, geb. Pleßner (* 18. Januar 1789, † 3. Mai 1866). Das Elternhaus war nach dem Eindruck von Max Ring „ein Sammelplatz aller gebildeten Elemente des Städtchens“, der Vater „im eigentlichen Sinne das Orakel der ganzen Provinz, der Rathgeber der zahlreichen jüdischen Gemeinden in allen Angelegenheiten“. Auch die Begabung seines Sohnes förderte er frühzeitig, so dass Julius Muhr schon als Jugendlicher Unterricht an der Berliner Akademie erhielt.
Ab 1838 studierte er unter Peter von Cornelius an der Königlichen Akademie der Bildenden Künste in München. 1847 wurde er von Wilhelm von Kaulbach damit beauftragt, zusammen mit Michael Echter an der Gestaltung des Neuen Museums in Berlin mitzuwirken. Muhr und Echter arbeiteten dort acht Jahre lang an den großen Wandgemälden des kaulbachschen Bilderzyklus im Treppenhaus des Museums. Bei dieser Gelegenheit entstanden auch die Kaffee-Klexbilder Kaulbachs, Echters und Muhrs: Die Künstler ließen sich durch die zufällige Form eines Kaffeeflecks zu humoristischen Bildern inspirieren, die in einer Mappe gesammelt und schließlich publiziert wurden.
Von 1852 bis 1858 hielt sich Muhr während des Winters meist in Italien auf. Dort entstand Eine Predigt in der Sixtinischen Kapelle mit Papst Pius IX., für das ihm einige der dargestellten Kardinäle Modell saßen. „Einflußreiche geistliche Würdenträger hatten ihm ihre Protektion und sogar einige Sitzungen gewährt, in der stillen Hoffnung, den jüdischen Künstler dadurch zur Taufe zu locken, was ihnen freilich mißlang.“
1859 übersiedelte Muhr von Berlin nach München, wo er zum Christentum konvertierte, wobei Paul Heyse sein Taufpate war. Danach wandte er sich verstärkt der Historien- und Genremalerei zu: Es entstanden u. a. folgende Gemälde:
- „Gastmahl der Königin Johanna von Arragon“ (1859)
- „Musicirende Mönche“ (1860)
- „Siesta der Nonnen“ (1860)
- „Hiob“ (1861)
- „Bacchantin“ (1862)
- „Fischerhaus bei Sorrent“ (1863)
- „Mondaufgang“ (1864)
- „Mädchen aus Ischia“ (1864)

Muhr war auch als Porträtmaler erfolgreich, u. a. porträtierte er den Begründer der Judaistik Leopold Zunz, den Maler Friedrich Overbeck für den Kunstmäzen und Sammler Atanazy Raczyński, sowie Sophie Friederike von Bayern und Ludwig II. von Bayern.
Muhr war mit Mathilde von Colomb (* 31. März 1827; † 5. September 1912) einer Tochter des Generals Friedrich August Peter von Colomb verheiratet.
1865 starb er in München und wurde auf dem Alten Südfriedhof beigesetzt.